# Видин

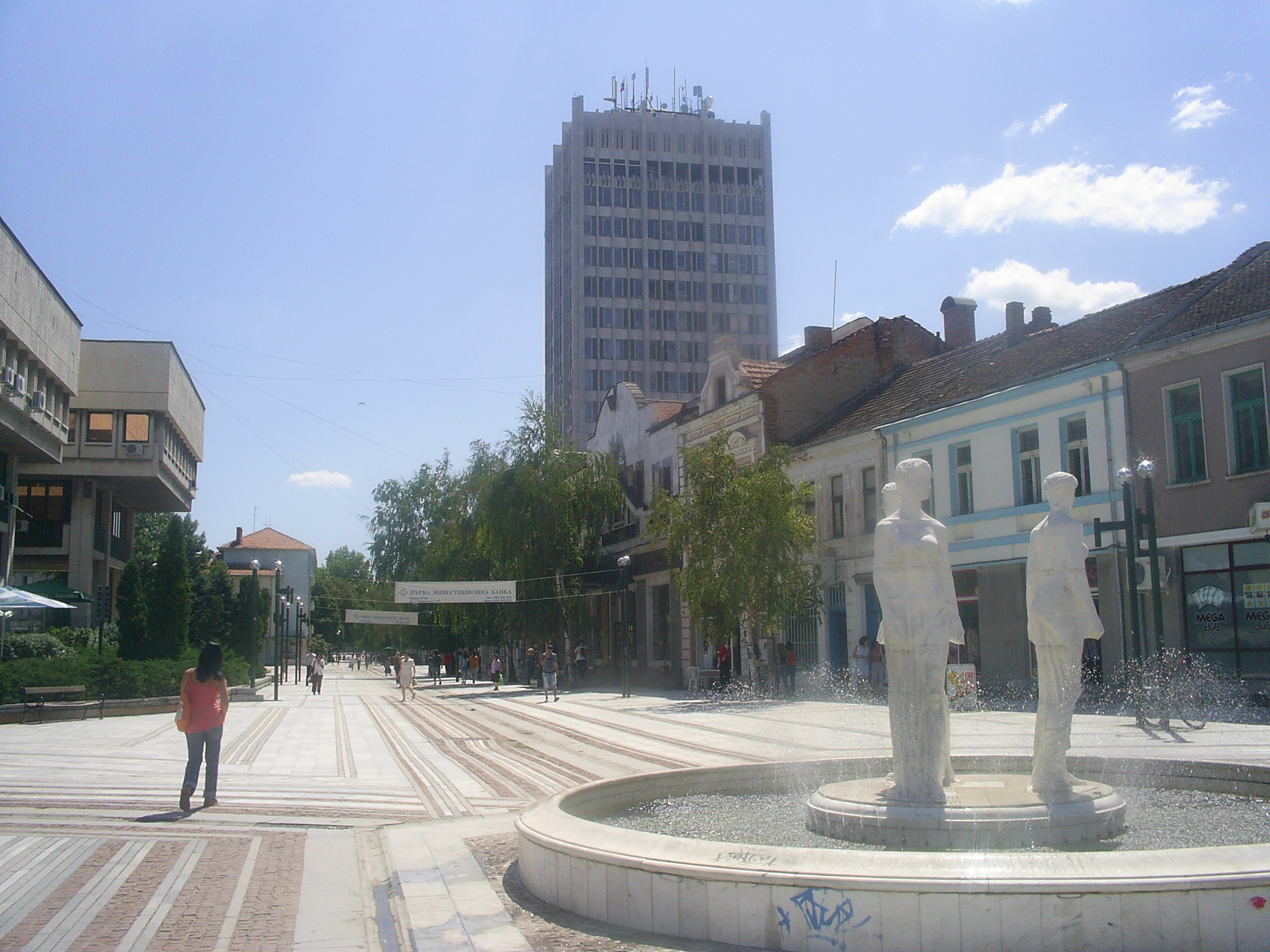
В центре города

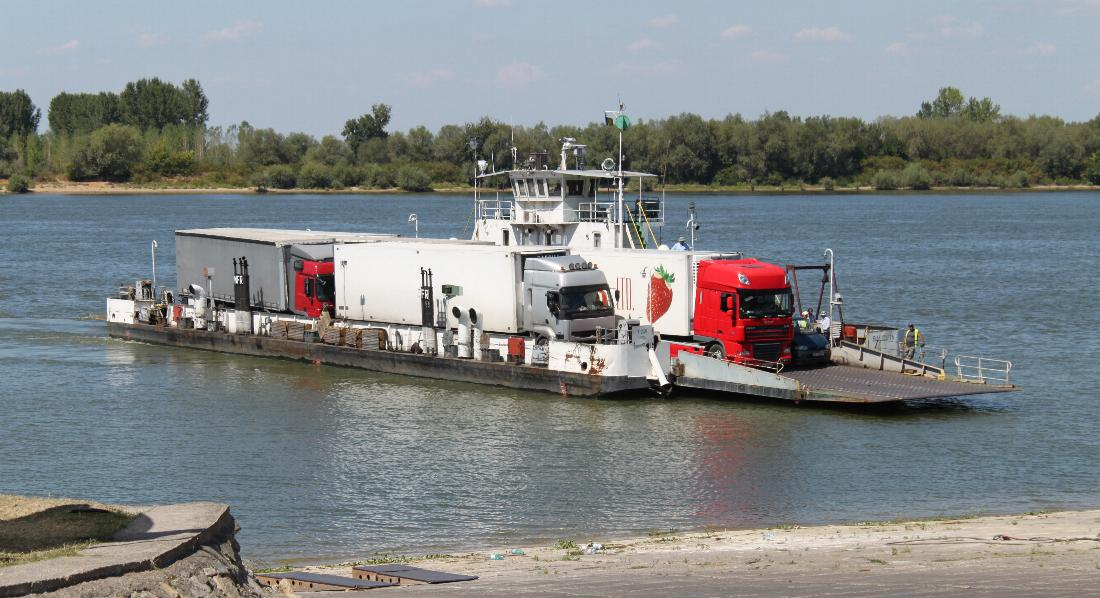
Паром Видин — Калафат

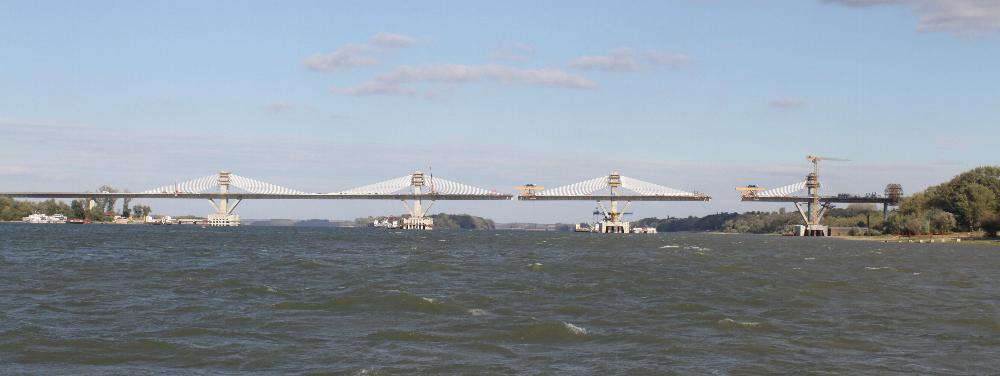
Стройка моста в середине 2012 г.

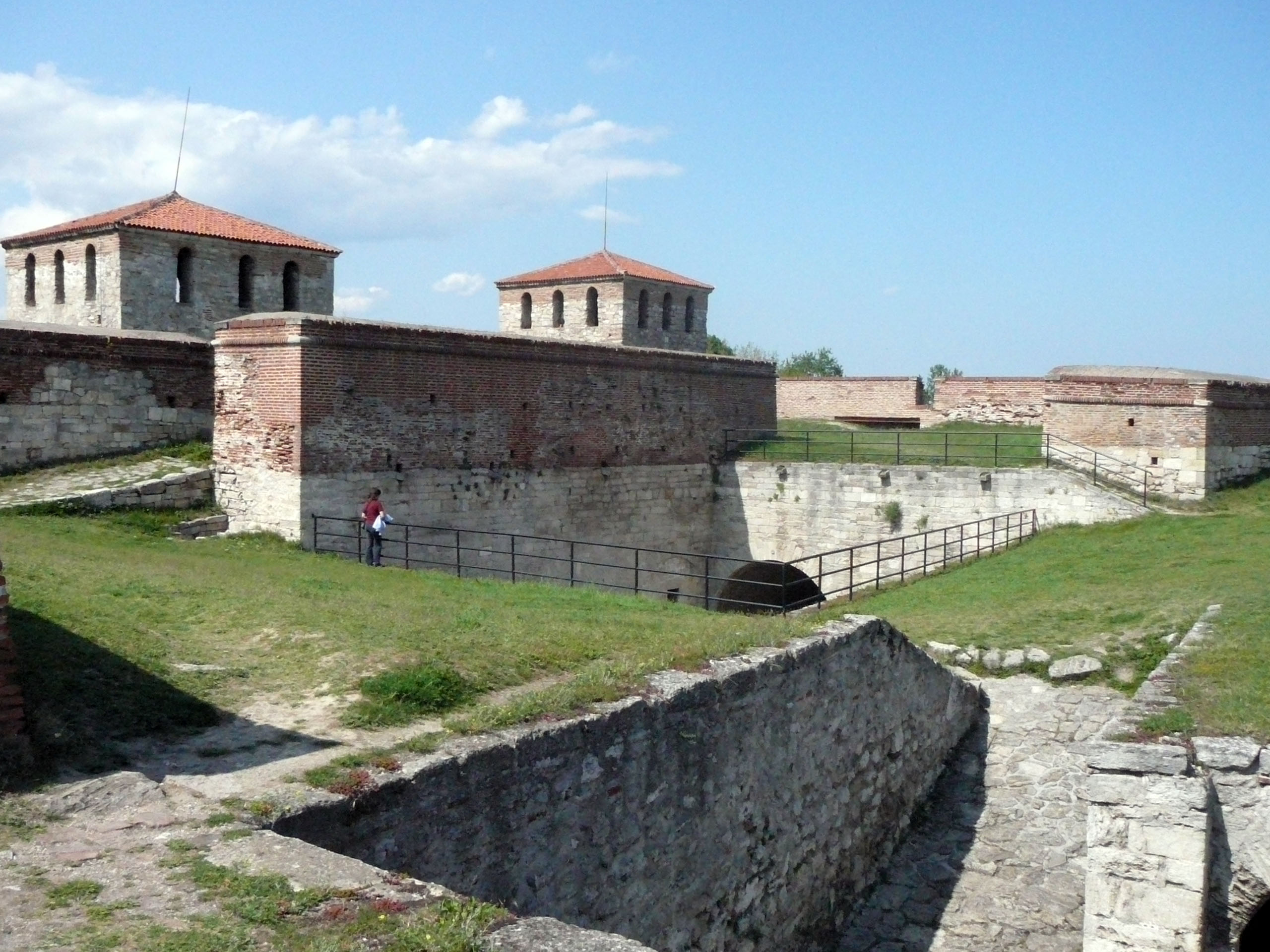
Замок Баба Вида

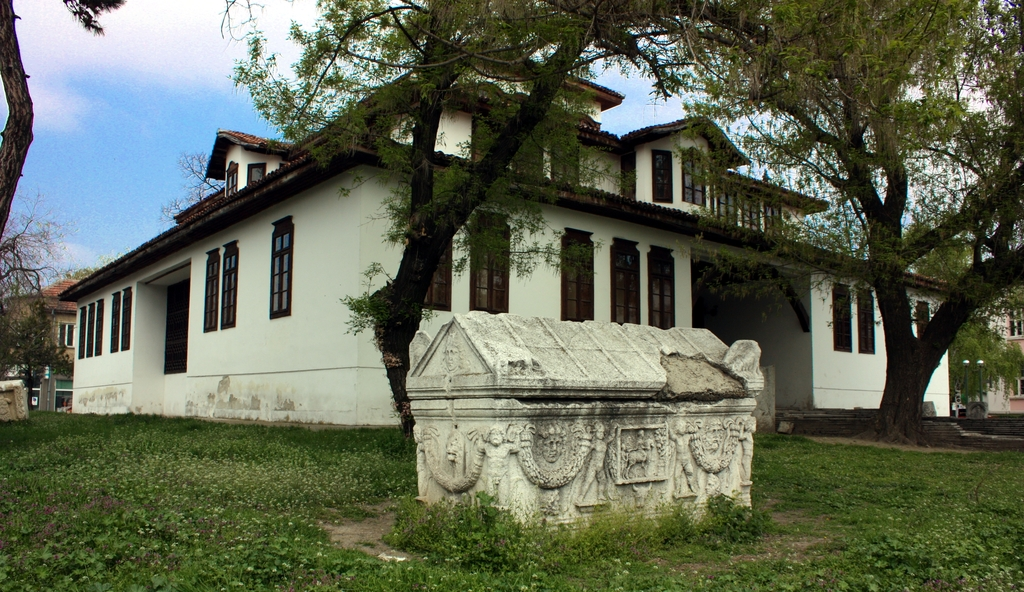
Музей «Конак»

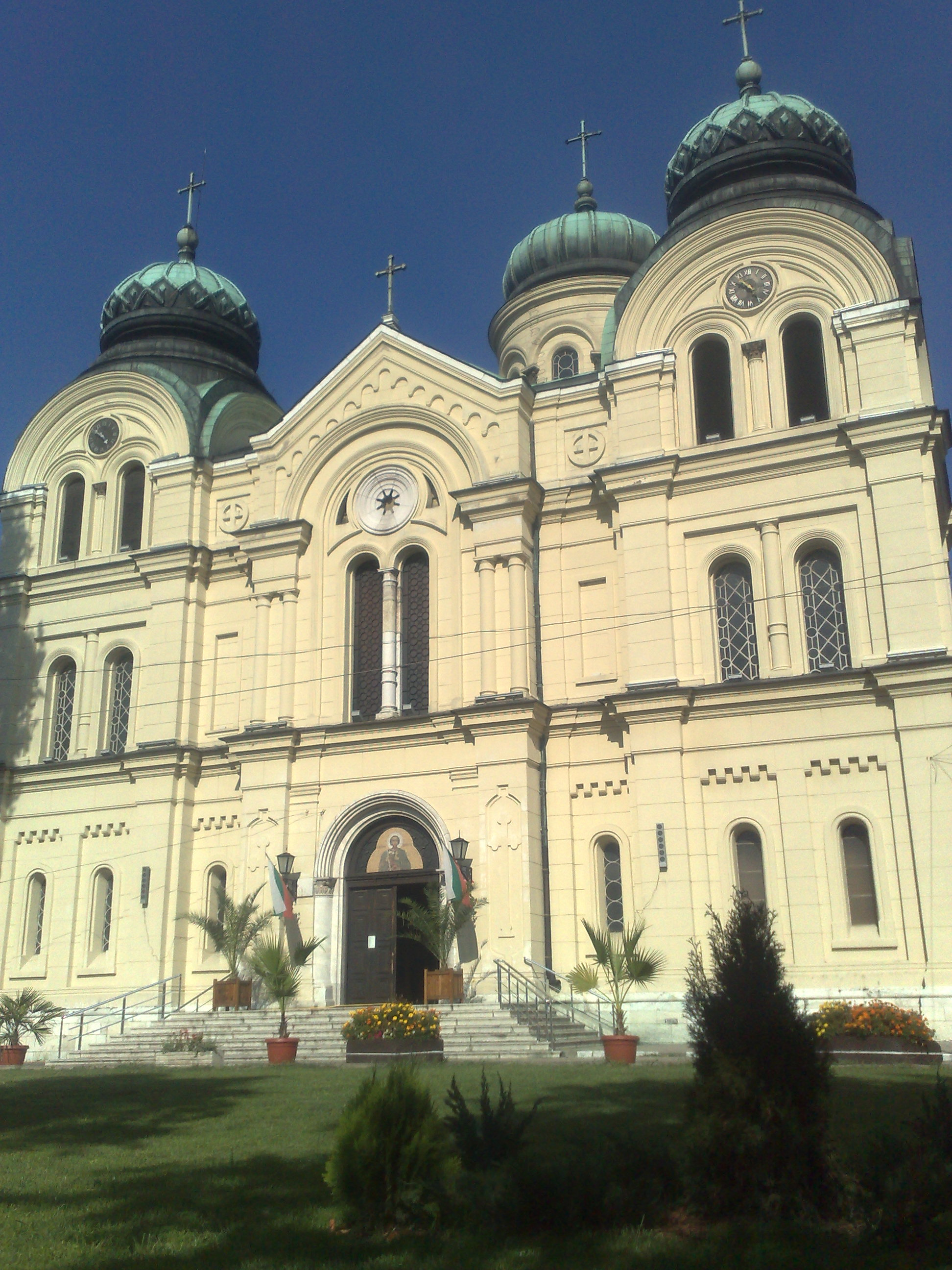
Собор Святого Димитрия

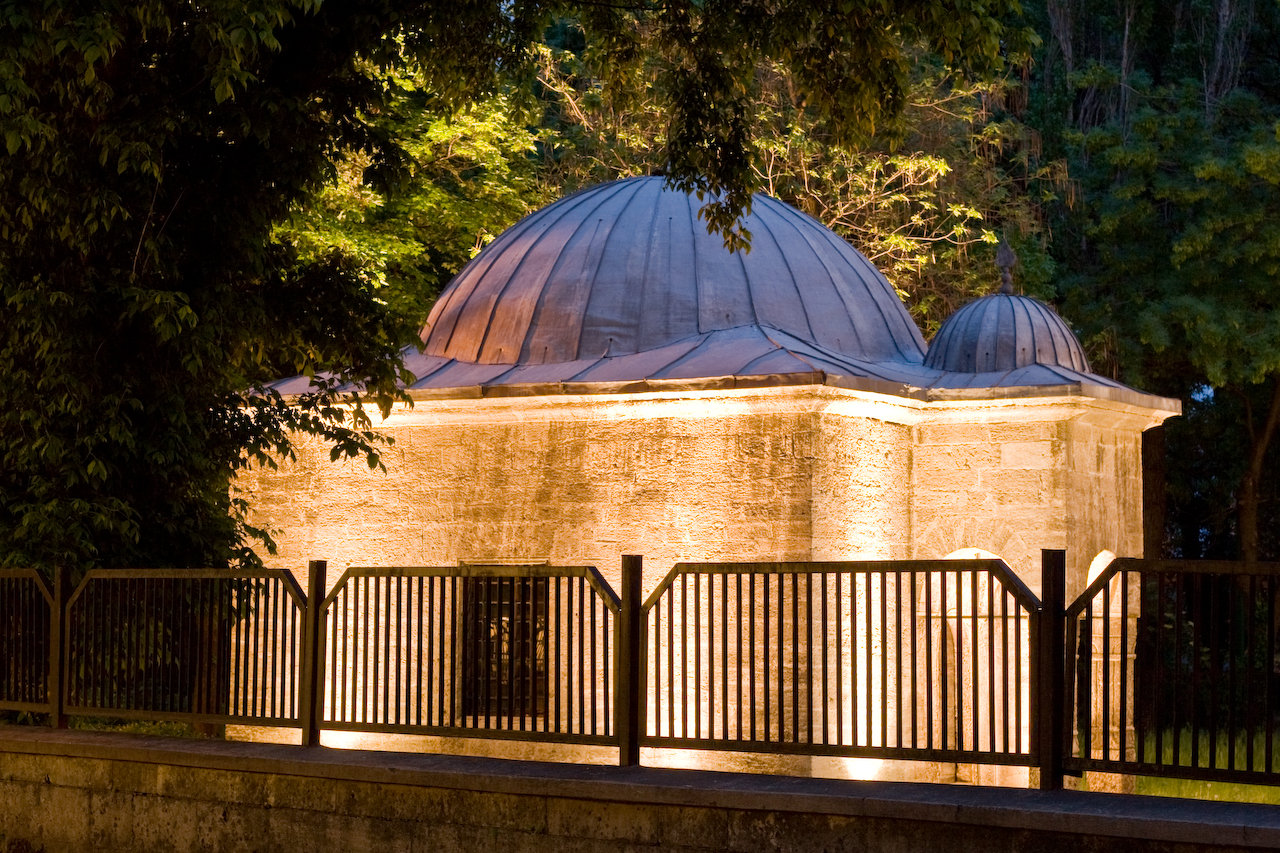
Библиотека при мечети Османа Пазвантоглу

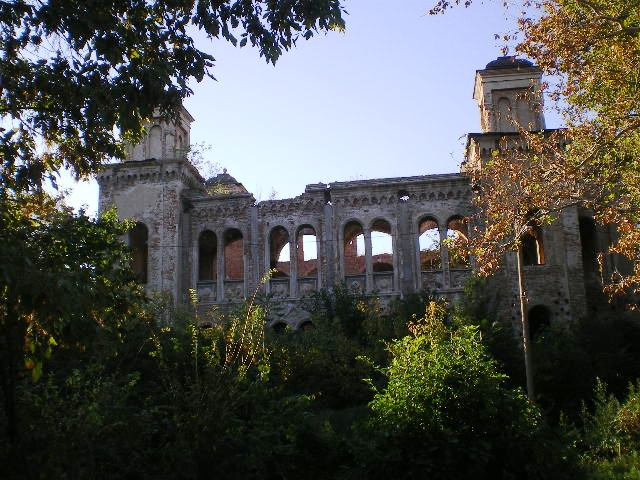
Полуразрушенная синагога

Ви́дин (устар. «Виддин»; болг. Видин; рус. Видычевъ град) — город в Болгарии на правом берегу реки Дунай на границе с Румынией. Центр области Видин и общины Видин.

## История
Город возник на месте небольшого древнеримского укреплённого военного лагеря Бонония (Bononia) в провинции Мёзия в I в. н. э..
В VI веке город был отстроен восточноримским императором Юстинианом I.
В конце XIII века он стал центром Видинского княжества в составе Болгарского царства, в конце XIV — первой половине XV в. — столицей Видинского царства Ивана Срацимира и его сына Константина II Асеня (последней болгарской столицей), в 1396 году был захвачен войсками Османской империи и в XV—XVIII веках являлся важным укреплённым опорным пунктом турок на Балканском полуострове.
В середине XV века город стал центром Видинского санджака. В конце XVII-начале XVIII веков был обнесён оборонительной стеной. В 1794—1807 гг. город являлся резиденцией полунезависимого паши Пазвантоглу, находившегося в оппозиции к султану Селиму III.
В 1846 году стал центром эялета Видин. В 1850 году в окрестностях вспыхнуло крупное крестьянское восстание Въстание в Северозападна България, подавленное турецкими властями.
В ходе Крымской войны в октябре 1853 года Омер-паша начал отсюда враждебные действия против России: перешёл через Дунай, осадил город Калафат в Валахии; в дальнейшем в окрестностях Видина происходили стычки между турками и русскими, особенно 6 января и 19 апреля 1854 года.
Во время сербско-турецкой войны 1876 года Видин служил опорной базой Осману-паше, а в ходе последовавшей за этим русско-турецкой кампании 1877 года Осман-паша двинулся из Видина к Плевне. Весной 1878 года город был освобождён и вошёл в состав Болгарского княжества; при этом в соответствии с Берлинским мирным трактатом 1878 года укрепления городской крепости были срыты. В 1878 году был заложен городской парк.
В ходе сербско-болгарской войны в ноябре 1885 года сербы трижды пытались взять Видин приступом, но были отбиты болгарским гарнизоном.
В 1925 году был открыт фарфоровый завод.
Во время Второй мировой войны город являлся одним из центров болгарского движения Сопротивления. После перехода Болгарии на сторону Антигитлеровской коалиции 9 сентября 1944 года, немецкие войска перешли в наступление в районе Белоградчика, оттеснили болгарские части от границы с Югославией и 10-11 сентября 1944 года захватили Видин.
В 1946 году численность населения составляла 18 тыс. человек, действовали фарфоровый и керамический заводы, несколько предприятий по переработке сельхозпродукции. В 1947 году был создан Машиностроительный завод имени Георгия Димитрова.
В 1948 году был открыт Исторический музей Видина.
В 1952 году начал действовать железнодорожный паром Видин — Калафат.
В 1965 году численность населения составляла 38,5 тыс. человек, работали предприятия машиностроительной, химической (завод кордовых шин, завод синтетического волокна), винодельческой и пищевой промышленности, производились сигареты и фарфоровые изделия.
В 1973 году был введён в эксплуатацию аэропорт.
В 1983 году под руководством архитектора И. Никифорова были обновлены торговая зона и главная площадь.
С начала 1990-х годов вступил в действие автомобильный паром Видин — Калафат. В 2007—2012 годах построен мост через Дунай Видин — Калафат, получивший название «Новая Европа».

## Население
В 1887 году в городе было 14 772 жителей, среди них немало магометан (в том числе адыгов-мухаджиров), а также евреев.
Население города по данным Национального статистического института Болгарии:
| Год  | Население |
| ---- | --------- |
| 1985 | 62 484    |
| 1994 | 64 428    |
| 2000 | 59 399    |
| 2005 | 52 558    |
| 2010 | 48 859    |
| 2012 | 46 864    |

## Транспорт
Важный транспортный узел и порт. Высота над уровнем моря составляет всего 30 м, но при высокой воде к городу могут подходить небольшие морские корабли. По объёму порт Видина находится на 3-м месте в стране (после городов Русе и Лом) среди портов на Дунае .
Видин — конечная станция железнодорожной линии София–Видин. Отсюда начинается короткая железнодорожная линия до станции Кошава, используемая прежде всего для грузовых перевозок.

## Экономика
В эпоху социализма экономика города получила бурное развитие. Построены:
- химический комбинат «Видахим» по производству полиамидных волокон «Видлон» и пневматических шин «Вида»;
- машиностроительный комбинат «Випом», производящий насосы, широко известный в СССР как завод им. Георгия Димитрова, чьим крупнейшим владельцем сегодня является ООО «Гидромаш» (Москва);
- завод по выпуску сорочек «Вида»;
- стройкомбинат, мебельный завод, керамический, табачный и консервный комбинаты, фабрика спиртных напитков и другие предприятия.

## Культура
- средневековый феодальный замок Баба Вида со рвом, единственная полностью сохранившаяся крепость в стране;
- музеи «Конак», «Крестообразная казарма», дома-музеи;
- несколько ворот из ранее существовавших тринадцати, остатки стен городской крепости со рвом;
- художественная галерея им. Николы Петрова;
- Драматический театр имени Владимира Трендафилова (болг.);
- театр кукол (болг.), филармония (болг.), Читалище «Цвят» (болг.);
- собор святого Димитрия, второй в стране по высоте;
- Мечеть Османа Пазвантоглу с библиотекой;
- другие храмы — церкви, полуразрушенная синагога;
- мавзолей экзарха Анфима I, памятники;
- гостиницы «Ровно», «Бонония» и другие;
- городской сад на побережье Дуная и другие парки.
- Центральная городская площадь Бдинци (болг.)

## Известные лица
Уроженцы :
- Бадев, Георгий (1939—2015) — скрипач, музыкальный педагог, профессор
- Авраам Бенароя (1887—1979) — основатель Компартии Греции
- Михалаки Георгиев (1854—1916) — писатель, академик БАН
- Константин II Асень (1369—1422) — царь Видинского царства
- Пантелей Зарев (1911—1997) — писатель и критик, академик БАН
- Димитр Мишев (1854—1932) —  лингвист и публицист, академик БАН
- Стефан Младенов (1880—1963) — лингвист, академик БАН
- Жюль Паскин (1885—1930) — французский художник Парижской школы
- Никола Петров (1881—1916) — болгарский художник
- Сталийский, Александр Цанков (1893—1945) — государственный и политический деятель
- Хасан Эрен (1919—2007) — турецкий лингвист, тюрколог
- Дебора (род. 1990) — поп-фолк-певица

Умершие в городе
- Анфим I (1816—1888) — болгарский экзарх
- Осман Пазвантоглу (1758—1807) — османский паша, видинский правитель

Связанные с городом
- Иван Срацимир (1324/5—1397/8) — царь Видинского царства
- Петър Младенов (1936—2000) — политик, президент Болгарии

## Города-побратимы
- Заечар, Сербия
- Калафат, Румыния
- Ровно, Украина

## Топографические карты
- Лист карты K-34-V. Масштаб: 1 : 200 000. Указать дату выпуска/состояния местности.